# Фоторезист
Фоторезист (от фото и на английски: resist) – полимерен светлочувствителен материал, който изменя физико-химическите си свойства при облъчване със светлина. Нанася се върху обработваемата повърхност в процеса на фотолитография или фотогравиране с цел получаване на съответстващо на фотошаблона разположение на прозорчета за достъп на разяждащи или други вещества до повърхността на обработвания материал.
Експонирането се осъществява в ултравиолетовия диапазон (фотолитография), чрез електронен лъч (електронно-лъчева литография) или меко рентгеново излъчване (рентгенова литография). Въздействието разрушава полимера (позитивен фоторезист), или, обратно, предизвиква неговата полимеризация и понижава неговата разтворимост в специален разтворител (негативен фоторезист). При последващата обработка протича разяждане в „прозорчетата“, образувани от осветяването (позитивен фоторезист) или неосветяването (негативен фоторезист) на определени участъци на полимера.
Разделителната способност на фоторезиста се определя като максималното количество минимални по размер елементи на единица дължина (1 mm). R=L/2l, където L – дължина на участъка, mm; l – ширина на елемента, mm. Разделителната способност на позитивния фоторезист се счита за по-висока, което определя неговото по-широко използване.
Различават се два основни типа фоторезист, използвани при производството на печатни платки:
Сух лентов фоторезист (СПФ) и аерозолен „POSITIV“. СПФ е получил по-широко разпространение в промишлеността, т.к. осигурява равномерен слой. Представлява трислоен „сандвич“ – два слоя защитна лента, между тях – слой фоторезист. Към обработваната повърхност се залепва чрез ламинатор.
Един от най-големите производители на СПФ е компанията DuPont (САЩ), продаваща го под търговско название Riston, в рулони по 152 м.

## Типични фоторезисти
В качеството на фоторезисти, чувствителни към видимата светлина, често се използват:
- Позитивни – сулфо-етери ортонафтохинондиазид в качеството на светлочувствително вещество и новолачни, фенолови или крезолоформалдехидни смоли – в качеството на полимер.
- Негативни – циклоолефинови каучуци, използващи в качеството на съединяващи агенти диазиди; соли на поливинилов спирт в комбинация със соли на хромовите киселини или етери на канелената киселина; поливинилцинамат.

За работа с UV се използват:
- Позитивни – сенсибилизирани полиметакрилати и арилсулфотери, използващи фенолови смоли
- Негативни – халогенирани полистироли, диазиди с феноло-формалдехидни смоли.

## Самоделни рецепти[1]
Работи се със защитни средства.

### Фоторезист на основа желатин и калиев бихромат
Приготвят се 2 разтвора.
Разтвор1:
15 гр. желатин се заливат с 60 мл. преварена вода. Оставя се да набъбне за 2-3 часа. Съда с набъбналия желатин се загрява на водна баня при температура 30-40 градуса Целзий до пълно разтваряне на желатина.
Разтвор2: В 40 мл преварена вода се разтварят 5 г. калиев бихромат (прах с яркооранжев цвят). Оперира се при слабо осветление.
В разтвор1 при интензивно рабъркване се влива разтвор2. В получената смес с пипетка се добавят няколко капки разтвор на амониев карбонат до получaване на жълтеникав цвят. Преди нанасяне върху печатната платка, тя трябва да бъде много добре почистена и обезмаслена.
Фотоемулсията се нанася чрез поливане или чрез мека четчица при много слабо осветление. Суши се при стайна температура. На изсъхналата платка се налага фотошаблона и се притиска с тънко парче стъкло. След експониране на платката, се промива до отстраняване на незадъбения желатин. За оценка на резултата неотстранените участъци може да бъдат оцветени.

### Фоторезист на основаамониев бихроматиполивинилов алкохол
Тип: Негативен.
Състав:
- Поливинилов алкохол 70..120 г. за 1л
- Амониев бихромат 8-10 г. за 1л
- Етилов спирт 100-120 г. за 1л

Оперира се при слабо осветление. Нанася се на 2 слоя. Първи слой, сушене 20-30 минути при t=30-45 °C, втори слой, сушене 60 минути при t 35-45 °C. Експонира се.
Проявител: 40% разтвор на спирт във вода.
Технология за получаване на приблизително 100 грама фоторезист:
- Поливинилов алкохол – 10 г.
- Дестилирана вода – 100 г. ~ 100 мл.
- Амониев бихромат – 2 гр.
- Етилов спирт – 4 куб.см (измерва се чрез спринцовка или разграфен съд)

	Поливиниловия алкохол се накисва в част от водата (80 мл.) и се оставя да набъбне за 10-12 часа. След това на водна баня се загрява до около 80-90 градуса при разбъркване до пълно разтваряне. Трябва да стане прозрачен. Оставя се да изстине самостоятелно. Добавя се останалата вода с разтворен в нея амониев бихромат. Най-накрая се добавя и спирта. След филтриране, разтвора е готов, но се препоръчва да бъде оставен на тъмно поне 10 часа за да се смесят добре компонентите.